# Belep-Inseln
Die Belep-Inseln sind eine kleine Gruppe von Inseln, die zum französischen Überseeterritorium Neukaledonien gehören und eine Kommune der Nordprovinz bilden. Hauptinsel der Gruppe mit einer Fläche von 52,6 km² ist die Île Art. Zweitgrößte Insel ist die nordwestlich davon gelegene Île Pott mit 15 km², gefolgt von Île Dau Ac im Süden mit 1,5 km².
Die Gemeinde Belep liegt nordwestlich der Hauptinseln Grande Terre zwischen den Riffen, die sich auf beiden Seiten über die Hauptinsel Neukaledoniens hinaus erstrecken, dem Neukaledonischen Barriereriff. Hauptort der Kommune ist Waala an der Westküste der Hauptinsel Île Art. Es gibt einen kleinen Flugplatz südöstlich von Waala.

## Geschichte
Die Belep-Inseln wurden nach dem KanakhäuptlingTeâ Belep benannt, der dort ab 1540 regierte. Die Bewohner praktizierten bis gegen Ende des 19. Jahrhunderts Kannibalismus. Dazu fuhren Krieger mit Pirogen unter anderem regelmäßig zur Île Balabio, um die dortigen Männer zu jagen sowie die Frauen und Kinder zu entführen. Der Brauch endete erst nach und nach, auch dank des Einflusses der katholischen Kirche, die 1856 eine Mission auf den Inseln gegründet hatte.
Auf der Insel Île Art bestand von 1892 bis 1913 eine Leprakolonie.

## Bevölkerung
| Bevölkerungsentwicklung in Belep | Bevölkerungsentwicklung in Belep | Bevölkerungsentwicklung in Belep | Bevölkerungsentwicklung in Belep | Bevölkerungsentwicklung in Belep | Bevölkerungsentwicklung in Belep | Bevölkerungsentwicklung in Belep | Bevölkerungsentwicklung in Belep | Bevölkerungsentwicklung in Belep | Bevölkerungsentwicklung in Belep | Bevölkerungsentwicklung in Belep | Bevölkerungsentwicklung in Belep | Bevölkerungsentwicklung in Belep |
| -------------------------------- | -------------------------------- | -------------------------------- | -------------------------------- | -------------------------------- | -------------------------------- | -------------------------------- | -------------------------------- | -------------------------------- | -------------------------------- | -------------------------------- | -------------------------------- | -------------------------------- |
| Jahr                             | 1956                             | 1963                             | 1969                             | 1976                             | 1983                             | 1989                             | 1996                             | 2004                             | 2009                             | 2014                             | 2019                             | 2025                             |
| Einwohner                        | 529                              | 573                              | 551                              | 624                              | 686                              | 745                              | 923                              | 930                              | 895                              | 843                              | 867                              | 686                              |

| Ethnische Verteilung | Ethnische Verteilung | Ethnische Verteilung | Ethnische Verteilung |
| -------------------- | -------------------- | -------------------- | -------------------- |
| Kanaken              | Polynesier           | Europäer             | Andere               |
| 99,3 %               | keine                | keine                | 0,7 %                |

## Sprache
Auf den Belep-Inseln wird eine einheitliche Sprache gesprochen, das Belep, welche sich besonders durch die nur halb so große Zahl von Konsonanten und Vokalen von den anderen Kanak-Sprachen Neukaledoniens unterscheidet, ebenso wie durch ihre ungewöhnliche „singende“ Intonation. Die meisten Kinder lernen erst in der Grundschule die lingua franca Französisch, das sie für den Besuch einer Sekundarschule auf Grande Terre benötigen.

## Klima
Die Jahresdurchschnittstemperaturen liegen bei etwa 22 °C. Die höchsten Temperaturen werden im Januar bei 31 °C und die niedrigsten im August bei 18,5 °C gemessen. Die höchsten Niederschläge gibt es im Januar mit 706 mm, die geringsten zwischen Mai und September mit insgesamt 163 mm.